# Anurolimnas
Anurolimnas es un género de pequeñas aves gruiformes perteneciente a la familia Rallidae. 

## Especies
Contiene las siguientes especies:
- - Anurolimnas castaneiceps
  - Anurolimnas viridis
  - Anurolimnas fasciatus